# Ikuno-ku
Ikuno (生野区, Ikuno-ku) est l'un des vingt-quatre arrondissements d'Osaka, au Japon. Le quartier de Tsuruhashi (鶴橋) dans l'arrondissement est connu pour son grand nombre de résidents coréens zainichi ainsi que pour ses restaurants de yakiniku.
Ikuno-ku se trouve au sud-est de la ville d'Osaka, entre la ville de Higashiosaka à l'est, les arrondissements Higashinari-ku au nord, Tennōji-ku à l'ouest et Abeno-ku, Higashisumiyoshi-ku et Hirano-ku au sud.

## Population
La population et sa densité sont les sixièmes plus élevées d'Osaka, mais elles sont en baisse. Le nombre de résidents étrangers est le plus haut d'Osaka : presque un habitant sur quatre est d'origine étrangère. La proportion de personnes âgées est aussi plus grande que la moyenne d'Osaka.

## Caractéristiques de l'arrondissement
Ikuno-ku a l'aspect typique d'une petite ville commerciale d'avant-guerre : ses rues étroites avec leur concentration de maisons, ateliers et magasins sont propices aux incendies, mais les relations humaines y sont fortes et la communauté locale active.
L'arrondissement est traversé par la ligne circulaire d'Osaka, les deux lignes Kintetsu Nara et Osaka, ainsi que par la ligne de métro Sennichimae.

## Célébrités liées à l'arrondissement
- Yoshihiro Akiyama
- Getsu Gen
- Keigo Higashino
- Ryōtarō Shiba
- Akiko Wada